# Байрамова, Надежда Никифоровна
Надежда Никифоровна Байрамова (в девичестве Ерохина; 24 ноября 1952, Орлово, Удмуртская АССР — 1999) — советский и российский организатор сельскохозяйственного производства, агроном-овощевод. Народный депутат Верховного Совета СССР (1989—1991).

## Биография
Надежда Никифоровна родилась в деревне Орлово Малопургинского района Удмуртии. По окончании 8-летней школы деревни Баграш-Бигра училась на агрономическом отделении Сарапульского совхоза-техникума. В 1972 году была направлена в совхоз «Правда» Завьяловского района рабочей тепличного хозяйства. В 1975 году была назначена заведующей теплицами, а год спустя — агрономом-овощеводом совхоза. Однако ещё через год по личной просьбе Байрамову вернули на прежнюю должность, на которой она проработала до последнего дня.
Под руководством Надежды Никифоровны тепличный комплекс совхоза расширил ассортимент выращиваемой продукции: помимо огурцов стали выращиваться нетрадиционные для Удмуртии перец, кабачки, баклажаны. Коллектив тепличного хозяйства попал в число победителей Всесоюзного социалистического соревнования. Среди заслуг Надежды Байрамовой значится организация в совхозе «Правда» засолочного цеха, позволившего решить проблему хранения и сокращения потерь выращенной продукции.
Завоёванный авторитет и уважение в совхозе и районе позволили Надежде Никифоровне избраться в Верховный Совет Удмуртской АССР 10-го и 11-го созывов, войдя в президиум Верховного Совета УАССР 11-го созыва. В 1989 году была выбрана депутатом Верховного Совета СССР от Ленинского национально-территориального избирательного округа № 657 Удмуртской АССР. После распада СССР и роспуска Верховного Совета была назначена председателем профкома совхоза и занимала эту общественную должность до конца своей жизни.